# Солоница (Нижегородская область)
 Солоница — опустевшая деревня в Ветлужском районе Нижегородской области. Входит в состав сельского поселения Туранский сельсовет.

## География
Деревня находится в северо-восточной части Нижегородской области на расстоянии приблизительно 36 км по прямой на северо-запад от районного центра города Ветлуга.

## История
Основана предположительно в XVIII веке. Название деревня получила от местной речки. Население по данным переписи 1897 года было 168 человек. В 1907 году в деревне было 33 двора, где проживало 158 жителей. В советское время работал колхоз «Красный север». В пару домов летом приезжают охотники и пчеловоды.

## Население
Постоянное население составляло 5 человека (русские 100 %) в 2002 году, 0 в 2010.